# Tanjung Redeb
Tanjung Redeb – miasto w Indonezji na wyspie Borneo w prowincji Borneo Wschodnie w kabupatenie Berau; 63 tys. mieszkańców (2010).